# Мурванашьяка, Иньяс
Инья́с Мурванашья́ка (14 мая 1963 — 16 апреля 2019) — лидер руандийской повстанческой группировки «Демократические силы освобождения Руанды» (FDLR), представляющей интересы народности хуту. Известен тем, что открыто осудил массовые убийства тутси, совершённые в 1994 его соплеменниками.

## Биография
Мурванашьяка изучал экономику в ФРГ и жил там с 1989 года, был женат на гражданке Германии. С 2001 года он жил то в Германии, то в Демократической Республике Конго. В 2005 году на него были наложены санкции ООН за нарушение эмбарго на поставки оружия в ДРК.
В апреле 2006 года он был задержан на территории Германии по обвинению в нарушении миграционных правил, но вскоре был освобождён . 
В ноябре 2009 года он был вновь арестован и в мае 2011 года начался судебный процесс в германском суде над ним и его помощником Стратоном Мусони по обвинению в организации массовых убийств и изнасилований, совершённых на востоке Демократической Республики Конго в 2008-09 годах. Это был первый процесс в Германии, проходивший по закону об универсальной юрисдикции, позволяющему судить иностранных граждан за преступления, совершенные за рубежом. В сентябре 2015 года Мурванашьяка был приговорен к 13 годам тюрьмы. 
16 апреля 2019 года Мурванашьяка умер в больнице после внезапного ухудшения состояния здоровья.